# Карлос Гон
Карлос Гон (араб. كارلوس غصن; Kárlos Ġoṡn, порт. Carlos Ghosn, фр. Carlos Ghosn; рід. 9 березня 1954, Порту-Велью, Бразилія) — колишній президент і генеральний директор компаній «Renault» і «Nissan»; колишній глава стратегічного альянсу «Renault-Nissan-Mitsubishi». Звинувачений прокуратурою Японії у фінансових махінаціях, створенні кримінальних схем і привласненні коштів фірми Nissan.

## Життєпис
За походженням — ліванець християнин-мароніт. 1974 року закінчив хімічний факультет паризької Політехнічної школи, 1978 року — паризьку Найвищу гірську школу.
З 1978 року працював в «Michelin», очолював бразильський та північноамериканський підрозділи, був гендиректором з виробництва легкових шин і шин для вантажівок. З грудня 1996 року — виконавчий віце-президент «Renault». У червні 1999 переведений в «Nissan» директором з виробництва, далі став президентом компанії (червень 2000) та генеральним директором (червень 2001). За час роботи в «Nissan» отримав прізвисько «Вбивця витрат», оскільки здійснена ним програма з жорсткого скорочення витрат дозволила вивести компанію з глибокої кризи. З 29 квітня 2005 року також займає посади президента і гендиректора «Renault».
З 28 червня 2012 року — заступник голови ради директорів ВАТ «АвтоВАЗ». 2013—2016 роки — голова ради директорів ВАТ «АвтоВАЗ».
З березня 2011 по 2012 рік заробив 12,5 млн $, ставши найбільш високооплачуваним топ-менеджером Японії. Дохід Гону за роботу керівником «Renault» у Франції склав 9 млн євро.
19 листопада 2018 року Гон з'явився в токійську прокуратуру з повинною й був заарештований. Nissan Motor Co. випустило прес-реліз, де говорилося про багаторічні заниження відомостей про доходи, що подаються на фондову біржу, завищення й приховування доходів керівництва, а також використання активів компанії топ-менеджментом в особистих цілях. Головним винуватцем порушень був названий Карлос Гон та директор Грег Келлі. Компанія повідомила, що перед радою директорів буде поставлено питання про звільнення Гону, також були принесені вибачення акціонерам. Все це викликало падіння акцій компанії на 12 %.

## Втеча з-під варти

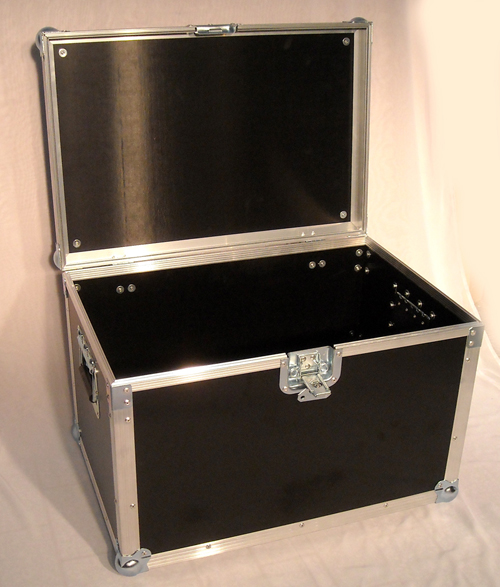
Приблизно в такому протиударному ящику, призначеному для музичних інструментів, Карлос Гон втік з Японії

28 грудня було заплановано втечу Гону з Японії, у цьому йому допомагав колишній спецпризначенець Тейлор, «зелений берет» з США. Того ж дня приватний літак Bombardier Global Express вилетів з Дубая до Осаки з двома пасажирами на борту, одним з яких був Тейлор.
31 грудня 2019 року Гон втік з-під варти в Японії і на приватному літаку перелетів в Туреччину, а потім окремим літаком перелетів до Лівану. Гона транспортували в закритому ящику для музичних інструментів, де було зроблено 80 отворів для доступу кисню.
На японському летовищі Кансай (Осака) не проводився огляд багажу з рентгенівським скануванням ящиків при завантаженні на приватний літак, яким втік Гон. Причиною було те, що деякі речі перевищували довжину 1 м і не поміщалися до пристрою для сканування.

## Подальші події

### Арешт співучасників
Влада Туреччини провела власне розслідування — після того як Карлосу вдалося перетнути кордон країни і покинути її, було заарештовано 7 осіб, що могли бути причетними до втечі.
Японська прокуратурою дійшла висновку, що операція з втечі була організована колишнім спецпризначенцем армії США Майклом Тейлором, якому допомагали його син Пітер Максвелл Тейлор і американець Джордж Антуан Заєк. Майкл Тейлор проводив подібні операції в минулому. У червні 2021 року Майкл Тейлор і його син Пітер визнали себе винними в організації втечі Гона з Японії. Пізніше Тейлори висловили жаль і вибачилися перед японцями. Було виявлено, що Гон заплатив понад 1 мільйон доларів за їхні послуги у формі банківських переказів і платежів у біткойнах. У липні 2021 року в Японії відбувся суд, де Майклу призначено покарання у вигляді двох років позбавлення волі, а його сину — 20 місяців. У жовтні 2022 року уряди США і Японії погодилися дозволити Тейлорам відбувати решту терміну в США.

### Життя після втечі
Після прибуття Гона до Лівану японський суд задовольнив прохання прокуратури скасувати його звільнення під заставу. Хоча Японія та Ліван є членами Інтерполу та мають дипломатичні відносини з 1954 року, між двома країнами немає угоди про екстрадицію. 2 січня 2020 року японська влада провела обшук у квартирі Гона в Токіо в пошуках доказів.
8 січня 2020 року Гон провів свою першу прес-конференцію після того, як залишив Японію, на якій описав умови свого ув'язнення і назвав себе невинним. За його словами, він залишив Японію, «втікаючи від несправедливості та політичних переслідувань».
Деякі ліванські адвокати вимагали притягнення Гона до кримінальної відповідальності за його поїздку до Ізраїлю в 2008 році як голови правління Renault-Nissan для зустрічі із засновником компанії Better Place Шаєм Агассі, що, на їх думку, порушило бойкот Ліги арабських держав щодо Ізраїлю. 3 листопада 2020 року генеральна прокуратура Лівану вирішила не пред'являти Гону відповідні звинувачення, оскільки минув термін давності.
23 листопада 2020 року група експертів з прав людини, які співпрацюють з ООН, дійшла висновку, що арешт і затримання Гона в Японії були «фундаментально несправедливими». Незважаючи на те, що правила щодо поводження з в'язнями встановлюють 15-денний ліміт тривалості ізоляції, Грега Келлі протримали в одиночній камері 37 днів, перш ніж випустити під заставу, а Гона — 108 днів.
У квітні 2022 року Франція видала міжнародний ордер на арешт Гона, а також чотирьох керівників оманської компанії Suhail Bahwan Automobiles, яка нібито допомогла Гону витратити мільйони доларів Renault на особисті покупки, зокрема придбання 37-метрової яхти. На думку Гона, час видачі цього ордера «підозрілий», також він стверджував, що хотів постати перед судом за звинуваченнями у фінансових махінаціях лише щоб очистити своє ім'я.